# Turismo en las Islas Malvinas

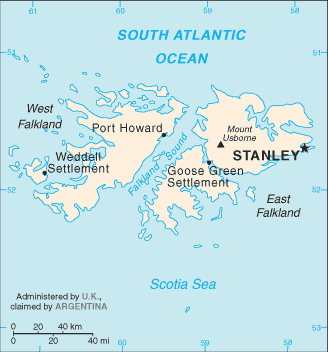
Mapa de las Islas Malvinas.

Las Islas Malvinas son un punto turístico muy visitado por personas de todo el mundo, debido a su historia y a su gran variedad de actividades turísticas. El turismo representa, en conjunto con la pesca, el 90% de la economía isleña. Su llegada a la isla puede ser vía aéreo o marítimo, ya sea por embarcaciones a vela o cruceros turísticos. Además de recibir pasajeros del exterior, durante los últimos años existió un gran movimiento de turismo interno a lo largo de las distintas islas que componen las Malvinas, que en total son 700 en los alrededores de la Soledad y la Gran Malvina, las dos mayores. Las costas profundamente entrecortadas ofrecen muchos puntos de anclaje para las embarcaciones.
Los puntos turísticos más reconocidos son Puerto Argentino/Puerto Stanley, principal puerto y única ciudad de las Islas Malvinas, la cual cuenta con 1.700 habitantes, el avistaje de cinco colonias de pingüínos diferentes y vegetaciones vírgenes, y el Cementerio de Darwin, entre otros. Además, las calas resguardadas, las largas playas de arena blanca y los acantilados vertiginosos presentes permiten a los visitantes unas vistas variadas, particularmente apreciadas por los fotógrafos. Los más grandes y los más accesibles para el visitante son New Island y Carcass en la parte oeste del archipiélago.
Al estar situadas cerca del Cabo de Hornos, se puede observar una fauna esencialmente marina. La isla de Sea Lion es un destino privilegiado para el turismo ecológico donde se pueden observar focas, elefantes marinos y multitud de aves. La segunda isla del archipiélago, la Gran Malvina, cuenta con una población de 200 personas, patos de Patagonia y otras aves.
El período más fuerte de la temporada turística de las Malvinas ocurre desde noviembre a marzo. En este lapso, el grueso de las visitas busca conocer el fenómeno migratorio de las diversas especies de pingüinos y albatros que habitan en la región, además de conocer sobre su historia y cultura, que generaron un fuerte impacto en las Islas Malvinas.
- Datos: Q30917421